# Sinan Tuzcu
Sinan Tuzcu, född 10 juli 1977 i staden Gaziantep, Turkiet, är en turkisk skådespelare.
Han gifte sig med Dolunay Soysert den 9 juli 2006, som även hon är skådespelare. Sinan har gått på Bilkents Universitet där han studerade språk. Därefter gick han i Devlets Universitet där han spelade teater. Sinan är mest känd för att vara med i TV-serien Ihlamurlar altinda.

## Filmer
- Jack Hunter and the Lost Treasure of Ugarit" (2008)
- Yol arkadasim" (2008)
- Çemberin disinda" (2008)
- Mavi gözlü dev (2007)
- The Net 2.0 (2006)
- Kabuslar evi - Seni beklerken (2006)
- Insaat (2003)

## TV-serier
- Ihlamurlar altinda (2005)